# Wiktor Łuczkiw
Wiktor Łuczkiw (ukr. Віктор Лучків, ur. 24 lipca 1878, zm. 29 grudnia 1930) – ukraiński inżynier, specjalista w dziedzinie budownictwa wodnego.
Absolwent Politechniki Lwowskiej. W latach 1922–1923 pełnił funkcję rektora Tajnej Politechniki Ukraińskiej. Działacz Towarzystwa Naukowego im. Szewczenki.

## Literatura
- Лучків Віктор [w] Енциклопедія українознавства, Lwów 1993, t. 4, s. 1390. (ukr.)
- R. Samotyj: Łuczkiw Wiktor. W: Encykłopedija suczasnoji Ukrajiny. Т. 18 : «Лт» — «Малицький» Kijów, 2017, ISBN 978-966-02-7999-5 (Т. 18) (ukr.).